# Ludwik Królikowski
Ludwik Królikowski (ur. 16 sierpnia 1799 w Piotrkowicach, zm. 1878–1881? w Ameryce) – polski publicysta i poeta, wydawca i redaktor Polski Chrystusowej. Przedstawiciel polskiego mesjanizmu. Komunista i myśliciel religijny.

## Życiorys
Królikowski urodził się jako syn chłopa Józefa, czynszownika hr. Stanisława Tarnowskiego. Uczył się w Szkole Wydziałowej w Kielcach, w latach 1823–1827 studiował na Królewskim Uniwersytecie Warszawskim, gdzie przyjaźnił się z Todorem Olechowskim (który pomagał mu finansowo) i z Bogdanem Jańskim. Na UW studiował na wielu kierunkach, tytuł magistra zdobył w 1827 roku.
W latach 1827–1831 przebywał w Paryżu, gdzie miał kontakt z saintsimonistami.
Gdy wybuchło powstanie listopadowe wrócił do Warszawy. Związał się z Towarzystwem Patriotycznym i współpracował z „Gazetą Polską”, w której prowadził krytykę społeczną i propagandę religijną. Po upadku powstania osiedlił się w Wolnym Mieście Krakowie, gdzie założył pensję dla młodzieży gimnazjalnej i akademickiej. Zdobyła znaczną renomę, lecz z powodu zatrudniania byłych powstańców i wspierania konspiracyjnego ruchu młodzieży Królikowski naraził się władzom. Pensja została zamknięta w 1839 roku, a właściciel musiał emigrować. W Krakowie Królikowski napisał dwa utwory: List Apostolski z Warszawy (inspirowany Księgami Narodu i Pielgrzymstwa Polskiego Mickiewicza), ogłoszony anonimowo w „Pielgrzymie Polskim” w 1833 w Paryżu, gdzie zawarł swoje podstawowe idee oraz konkretyzujące je Westchnienie pobożne za dynastię Czartoryskich w Polsce, przesłane z ziemi ucisku do synów jej w rozproszeniu, ogłoszone anonimowo we Francji.
W 1839 Królikowski wraz z żoną i dwójką dzieci wyemigrował do Paryża, gdzie związał się z Gminą Le Havre, należącą do Zjednoczenia Emigracji Polskiej, choć zachowującą autonomię. Redagował jej organ „Zjednoczenie”, skąd szerzył komunizm. Z Gminy próbował uczynić gminę wzorcową. W 1842 roku kupił Oficynę Sławiańską, w której wydał w 1843, 1844 i 1846 roku rocznik Polska Chrystusowa. Redagował go i zamieszczał w nim niemal wyłącznie własne artykuły, w których szerzył oryginalną interpretację ewangelii: mesjanistyczną wizję przyszłego, religijnie uzasadnianego komunizmu (który miał być Królestwem Bożym na Ziemi). Polska Chrystusowa stała się głośna, idee Królikowskiego komentował m.in. Adam Mickiewicz podczas wykładów w Collège de France. W latach 1844–1846 Królikowski próbował bezskutecznie tworzyć Konfederację Narodu Polskiego, która miała jednoczyć naród i ludzkość w jedną Chrystusową rodzinę. W 1847 roku organizował Gminę Braci Zjednoczonych i pismo „Zbratnienie”, również bez sukcesu.
Następnie związał się z ruchem ikaryjskim Étienne’a Cabeta (z jego organem „Le Populaire” współpracował już od 1842 roku), stając się jednym z najważniejszych działaczy ruchu. Współzakładał Towarzystwo dla Emigracji Ikaryjskiej. W 1848 roku, gdy Cabet wraz z dużą grupą ikaryjczyków wyemigrował do Ameryki, Królikowski został jego zastępcą i pełnomocnikiem w Paryżu: kierował Towarzystwem, „Le Populaire” i innymi wydawnictwami, publikował. Ruch liczył już wtedy 100 000 ludzi, co niepokoiło rząd francuski. W 1849 roku Królikowski i Cabet zostali postawieni w stan oskarżenia, ale Królikowski wykorzystał swój proces do propagowania własnych poglądów i ikaryzmu; proces umorzono. W 1851 Cabet powrócił do Francji, co doprowadziło do rozłamu ruchu na zwolenników Cabeta i Królikowskiego, który ostatecznie odsunął się od niego.
Królikowski w 1856 roku podjął pracę w biurze budowy okrętów. Współpracował z Aliance Chrétnienne Universelle i współorganizował Towarzystwo Zbratnienia Wszystkich Wyznań Religijnych. Wiele pisał i wydawał, m.in. poemat Pochwała Rodu Gęsiego wypowiedziana przed obliczem Boga ku przestrodze i zbudowaniu braci szukających zbawienia wiecznego swojej Ojczyzny (Paryż 1862), w którym opisywał gęsie stado, nie potrzebujące soborów, sejmów, pisanych praw i proroków – stawiał je za wzór wspólnotom ludzi, tak samo jak same gęsi: samodzielne i odważne, nie uginające się przed armatami i mocarzami – człowiekowi; zbiór utworów Zbawienie Ojczyzny hasłem naszym! Słowo z powodu pisma jakiegoś jegomościa, niby Anioła Bożego z Amatei, a rzeczywiście najemnego służalca ciemięstwa habsburskiego w Polsce (Bendikon 1866), które było reakcją na klęskę powstania styczniowego i list biskupa krakowskiego Gałeckiego potępiający je. Głosem w dyskusji o panslawizmie było dzieło Do panslawistów. Pogłos odwiedzin niby-słowiańskich w Moskwie w 1867 roku (Zurych 1868–1874), będące summą poglądów Królikowskiego i odezwą do Rosjan.
Na początku lat ’70 Królikowski zafascynował się rosyjskim mistykiem Korobowem, którego uznał za apostoła, jednakże próba założenia wokół niego bractwa nie powiodła się.
W 1877 roku Królikowski wyemigrował do Ameryki, gdzie nadal zajmował się Korobowem i ikaryzmem, publikował. Dokładna data jego śmierci nie jest znana, stało się to pomiędzy rokiem 1878 a 1881.

## Poglądy Królikowskiego
Poglądy Królikowskiego prawie nie ewoluowały w całym okresie jego życia. Inspirowali go saintsimoniści, francuscy rewolucjoniści i utopijni socjaliści, ikaryjczycy, rosyjscy mistycy (Korobow). Były głęboko religijne i radykalne.
Królikowski był mesjanistą, wierzył w rychłą wielką zmianę przyniesioną przez wybrany lud, wynikającą z religijnych przesłanek, poprzedzoną cierpieniem. Uważał, że niedługo nadejdzie Królestwo Boże na Ziemi i na świecie zapanują wartości ewangeliczne. Rehabilitował więc doczesność, interesował się immanencją bardziej niż transcendencją, pisał programy polityczne. Był moralistą. W Chrystusie widział bardziej nauczyciela niż zbawiciela. Uzasadnień dla swoich teorii szukał w Ewangelii. Szczególną rolę nadawał Polakom – Polska, „kamień odrzucony z budowli politycznej „ (nawiązanie do rozbiorów), miała stać się „kamieniem węgielnym” przyszłego świata. Emigranci polscy mieli być apostołami Królestwa Bożego.
Królikowski wierzył w rewolucję, nie ewolucję. Nie podzielał romantycznej historiozofii widzącej w przeszłości zapowiedź przyszłości. Odrzucał przeszłość, chciał radykalnej zmiany. Obecny świat uznawał za szatański. Świat opisywał w kategoriach manichejskich i jako czarno-biały. Odrzucał tradycję, dogmaty, hierarchię. Krytykował kościół katolicki, który uzurpował sobie prawo do specjalnego mandatu w odkrywaniu prawdy, był martwy duchowo i zaprzedany pieniądzom i władzy.
Uważał, że istnieje tylko jedna, dana przez Boga prawda, której ludzie mają szukać. Można ją znaleźć tylko w wyniku ciężkiej pracy duchowej, po wyzbyciu się pokus i swojego „ja” oraz połączeniu w miłości z innymi ludźmi. Prawda leży na dnie duszy, w sumieniu, nie należy więc iść za fałszywymi prorokami i mesjaszami. Królikowski opowiadał się za wolnością i autonomią jednostki. Paradoksalnie jednak prawda wewnętrzna miała być zgodna z prawdą innych ludzi, wyrażać się w zgodzie powszechnej, gdyż jest tylko jedna, boska, a nie jednostkowa.
Człowiek nie jest bowiem samowystarczalny, potrzebuje wspólnoty, powinien żyć w kolektywie i dla niego pracować. Zbratnienie ludzi, stworzenie idealnej, pełnej miłości, egalitarnej wspólnoty Chrystusowej było drogą do nowego świata. Szczęście indywidualne zależy bowiem od szczęścia ludzkości, a najwyższą wolnością człowieka jest możliwość dawania szczęścia innym. Nie należy się wywyższać, być egoistycznym, wykorzystywać innych.
Królikowski wieszczył religijne motywowany komunizm. Krytykował własność prywatną i nawoływał do jej zniesienia, bowiem zawsze prowadzi do „wyzysku człowieka przez człowieka” i pogłębia dysproporcje majątkowe. Rozbija ludzi na dwa obozy, w konsekwencji nieposiadający lud ma wspólne interesy przeciwne interesom posiadaczy (arystokracji). W przyszłości ludzkość musi się zjednoczyć, nierówności zostać zniesione, a społeczeństwo oprzeć się na równym podziale dóbr. Musi więc stworzyć wielką Chrystusową wspólnotę, „Owczarnię”.
Królikowski projektował wspólnoty idealne. W jednym z pism opisał system dziesiątkowy zorganizowania ludzkości w 10 osobowe Rodziny, 100 osobowe Orszaki itd. Nad każdą z grup miał czuwać Sław i Mił, dzierżący władzę świecką i religijną. Armia miała być zorganizowana w ten sam sposób. Aparat władzy był więc bardzo rozbudowany i skomplikowany. Najwyższy w hierarchii Wszewład miał mieć władzę dyktatorską. Generalnie jednak Królikowski w swoich artykułach i dziełach nie zajmował się szczegółami zorganizowania przyszłego społeczeństwa.

## Królikowski a Mickiewicz
Adam Mickiewicz znał poglądy Królikowskiego. W prowadzonym z Bogdanem Jańskim, przyjacielem Królikowskiego, piśmie „Pielgrzym Polski” wydrukowali w 1833 roku jego List Apostolski z Warszawy. Mickiewicz mówił o Królikowskim w prelekcjach paryskich w Collège de France w latach ‘40. Uznał go wtedy za człowieka głęboko religijnego, co było pochwałą, jednak skrytykował za to, że za bardzo zajmuje się immanencją, życiem na Ziemi, tu i teraz.
Mickiewicz w okresie prelekcji paryskich (1840–1844) i Królikowski byli modelowymi mesjanistami – wierzyli w rychłą wielką zmianę przyniesioną przez wybrany lud, wynikającą z religijnych przesłanek, poprzedzoną cierpieniem. Obaj wieszczyli zwycięstwo wartości ewangelicznych na Ziemi i tworzyli programy polityczne. Obaj oczekiwali na rewolucję, przełom. Krytykowali doktrynerstwo, martwotę duchową kościoła katolickiego, żywą wiarę i działanie przedkładali nad martwą literę. Wierzyli, że istnieje jedyna prawda, którą odkryć można w wyniku pracy duchowej. Należeli do męskich wspólnot (bractw) i współtworzyli je. Inspirowali ich tak samo saintsimoniści, francuscy rewolucjoniści i mistycy rosyjscy. Mickiewicz i Królikowski uważali, że prawdę odnajdą ludzie, którzy wykonali duchową pracę i się udoskonalili, nadawali też wyjątkowe miejsce całym narodom – Słowianom, a szczególnie Polakom, Mickiewicz dodawał do tego w późniejszym okresie Francuzów.
Były jednak między nimi też znaczące różnice. Królikowski widział świat biało-czarnym, Mickiewicz dostrzegał odcienie szarości, jego światopogląd w przeciwieństwie do światopoglądu Królikowskiego ewoluował i był głębszy, zajmował się większą ilością dziedzin, w tym filozofią czy literaturą. Mickiewicz nie projektował przyszłego społeczeństwa, wyrażał się o nim bardzo ogólnie, a Królikowski czynił próby jego szczegółowego opisu (system dziesiątkowy) i wyraźnie opowiadał się za komunizmem, chciał go tu i teraz. Mickiewicz uważał, że prawdę można uzyskać w wyniku boskiego natchnienia, a Królikowski szukał jej w sumieniu. W związku z tym jeden wierzył w proroków (np. w Towiańskiego), a drugi ich krytykował, nazywając „fałszywymi”. Później jednak Królikowski uznał Korobowa za „apostoła”. Królikowski odrzucał romantyczną historiozofię, Mickiewicz ją akceptował, widząc w przeszłości zaród przyszłości.

## Dzieła
- List Apostolski z Warszawy, „Pielgrzym Polski”, Paryż 1833.
- Westchnienie pobożne za dynastię Czartoryskich w Polsce, przesłane z ziemi ucisku do synów jej w rozproszeniu, Francja[2].
- Pochwała Rodu Gęsiego wypowiedziana przed obliczem Boga ku przestrodze i zbudowaniu braci szukających zbawienia wiecznego swojej Ojczyzny, Paryż 1862.[3]
- Zbawienie Ojczyzny hasłem naszym! Słowo z powodu pisma jakiegoś jegomościa, niby Anioła Bożego z Amatei, a rzeczywiście najemnego służalca ciemięstwa habsburskiego w Polsce, Bendikon 1866.[4]
- Do panslawistów. Pogłos odwiedzin niby-słowiańskich w Moskwie w 1867 roku, Zurych 1868–1874.